# 줄 (단위)
줄(joule)은 에너지 또는 일의 국제 단위다. 기호는 라틴 대문자 J.

## 정의
1 줄은 1 뉴턴의 힘으로 물체를 1 미터 이동하였을 때 한 일이나 이에 필요한 에너지다. 이 양은 기호 N·m을 사용하여 뉴턴 미터로도 측정한다.
돌림힘 또한 일과 같은 단위를 가지지만 양은 같지 않다. 기본적인 단위에서:
{\displaystyle \,1\,\mathrm {J} =1\,\mathrm {N} \cdot \mathrm {m} }
{\displaystyle \,1\,\mathrm {J} =1\,\mathrm {kg} \cdot {\frac {\mathrm {m} ^{2}}{\mathrm {s} ^{2}}}}
전기 에너지에서의 1 J는, 1 볼트 전압,1 A 전류가 1초 동안 흘렀을 때의 에너지이다. 1줄을 에너지의 CGS 단위인 에르그로 환산하면 1,000만 에르그에 해당한다. 흠

## 변환
| 약수                                           | 약수 | 약수        |        | 배수 | 배수        | 배수 |
| 값                                             | 기호 | 이름        | 값     | 기호 | 이름        |      |
| 10−1 J                                         | dJ   | decijoule   | 101 J  | daJ  | decajoule   |      |
| 10−2 J                                         | cJ   | centijoule  | 102 J  | hJ   | hectojoule  |      |
| 10−3 J                                         | mJ   | millijoule  | 103 J  | kJ   | kilojoule   |      |
| 10−6 J                                         | µJ   | microjoule  | 106 J  | MJ   | megajoule   |      |
| 10−9 J                                         | nJ   | nanojoule   | 109 J  | GJ   | gigajoule   |      |
| 10−12 J                                        | pJ   | picojoule   | 1012 J | TJ   | terajoule   |      |
| 10−15 J                                        | fJ   | femtojoule  | 1015 J | PJ   | petajoule   |      |
| 10−18 J                                        | aJ   | attojoule   | 1018 J | EJ   | exajoule    |      |
| 10−21 J                                        | zJ   | zeptojoule  | 1021 J | ZJ   | zettajoule  |      |
| 10−24 J                                        | yJ   | yoctojoule  | 1024 J | YJ   | yottajoule  |      |
| 10−27 J                                        | rJ   | rontojoule  | 1027 J | RJ   | ronnajoule  |      |
| 10−30 J                                        | qJ   | quectojoule | 1030 J | QJ   | quettajoule |      |
| 굵은 글씨는 일반적으로 쓰이는 단위를 의미한다. |      |             |        |      |             |      |

1 줄은 다음과 같은 양이다.
- 1×107 에르그
- 6.24150974×1018 eV (전자볼트)
- 0.2390 cal (열화학 칼로리)
- 2.3901×10−4 kcal (열화학 킬로 칼로리)
- 9.4782×10−4 BTU (영국 열 단위)
- 0.7376 ft·lbf (foot-pound force)
- 23.7 ft·pdl (foot-poundals)
- 2.7778×10−7 킬로 와트 시
- 2.7778×10−4 와트 시
- 9.8692×10−3 litre-atmosphere
- 1×10−44 Foe (exactly)

### 줄을 이용하여 정의된 단위들
- 1 열화학 칼로리 = 4.1868 J
- 1 International Table calorie = 4.1868 J
- 1 와트 시 (Wh)= 3600 J
- 1 킬로 와트 시 (kWh) = 3.6 ×106 (또는 3.6 MJ)
- 1 ton TNT = 4.184 GJ

### 유용한 관계
- 1 줄 = 1 뉴턴 × 1 미터 = 1 와트 × 1 초
- J = Nm = kg•(m/s2)×m = kg•m2/s2
- E = mc2     [ kg•(m/s)2 = kg•m2/s2 ], c=光速

## 같이 보기
- SI 단위계